# Francisco Baonza García
Francisco Baonza García (Madrid, 5 d'abril de 1889 - Barcelona, 20 d'abril de 1959) fou un futbolista espanyol de la dècada de 1910.

## Trajectòria
Va jugar amb la Gimnástica de Madrid, entre 1909 i 1913, club amb el qual arribà a disputar la final de la Copa d'Espanya l'any 1912. El 1913 fitxà pel RCD Espanyol, on jugà uns mesos. El mateix 1913 ingressà al FC Barcelona, on passà la resta de la seva carrera fins a l'any 1919. Durant aquests anys guanyà dos Campionats de Catalunya els anys 1916 i 1919. Fou un destacat alteta, principalment en salt amb perxa. Un cop retirat del món del futbol exercí d'àrbitre.

## Palmarès
- Campionat de Catalunya de futbol:
  - 1915-16, 1918-19